# Byk (dopływ Samary)
Byk (ukr. Бик) – rzeka na wschodniej Ukrainie, lewy dopływ Samary.
Płynie przez północno-zachodnią część obwodu donieckiego i wschodnią część obwodu dniepropietrowskiego, wpada do Samary koło osiedla Petropawliwka.
Jej prawym głównym dopływem jest Suchyj Buczok, a lewymi Wodjana, Hryszynka i Kowałycha.